# بادي لاسي
بادي لاسي (بالإنجليزية: Paddy Lacey)‏ هو لاعب كرة قدم بريطاني في مركز الوسط، ولد في 16 مارس 1993 في ليفربول في المملكة المتحدة. لعب مع نادي بارو.

## وصلات خارجية
- بادي لاسي على موقع بوكس ريك (الإنجليزية) (registration required)
- بادي لاسي على موقع Soccerbase.com (لاعب) (الإنجليزية)
- بادي لاسي على موقع Soccerway.com (الإنجليزية)